# Tractatus theologico-politicus

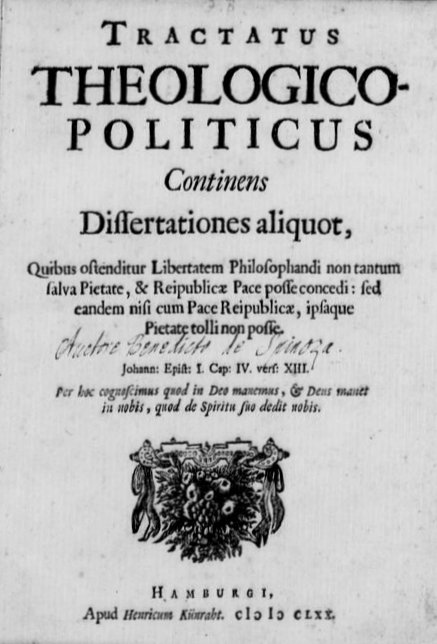
Titelblatt der Erstausgabe

Der Tractatus theologico-politicus (Theologisch-politischer Traktat) ist eine im Jahr 1670 verbreitete Schrift des niederländischen Philosophen Baruch de Spinoza.

## Provenienz
Das 1670 in Amsterdam gedruckte Werk wurde anonym und mit irreführenden Angaben zum angeblichen Druckort Hamburg veröffentlicht, da Spinoza seine in der Schrift entwickelten philosophischen und theologischen Ideen über die Denkfreiheit und die Religion zu brisant erschienen. Das Werk wurde gemeinsam mit anderen Schriften wie dem Leviathan von Thomas Hobbes am 19. Juli 1674 durch den Hof von Holland verboten.
Die erste deutsche Übersetzung von S. H. Ewald wurde unter dem Titel „Über Heilige Schrift, Judentum, Recht der höchsten Gewalt in geistlichen Dingen, und Freiheit zu philosophieren“ 1787 in Gera publiziert. Julius von Kirchmann besorgte eine weitere Transkription ins Deutsche sowie Erläuterungen, die 1870 in Berlin gedruckt wurden.
Ein bibliophil wertvoller Band der Erstausgabe stand im Senatszimmer der Albertus-Universität Königsberg. Nach der Zerstörung der Universität infolge der Belagerung Königsbergs durch die Rote Armee wurde es von Oskar Ehrhardt 1945 aus dem Schutt gerettet und kam wohl auf abenteuerlichen Wegen an die Universität Haifa. Dieses einzigartige Exemplar weist eine Widmung nebst Unterschrift, Notizen sowie typografische Korrekturen in der Handschrift Spinozas auf, ein Digitalisat ist in der Digitalen Bibliothek der Universität Haifa abrufbar.

## Historisches Umfeld
Zuweilen wird das Werk als politische Tendenzschrift zur Rechtfertigung der Kirchenpolitik der Brüder Johan (Jan) de Witt und Cornelis de Witt angesehen, welches die Freiheit des Denkens, die Autonomie der Vernunft und das Primat der Wissenschaft gegenüber dem Dogma der jüdischen und christlichen Theologie zu verteidigen sucht. Im 17. Jahrhundert galten die Vereinigten Niederlande als einer der liberalsten Staaten Europas. Die weitgehende Religions- und Gewissensfreiheit wurde durch innen- und außenpolitische Entwicklungen allerdings gefährdet. Im Inneren wurde die Republik erschüttert durch die Versuche der Calvinisten, sich gegenüber den anderen Religionsgemeinschaften durchzusetzen, um stärkeren politischen Einfluss zu gewinnen. Der schwelende Konflikt zwischen dem Haus Oranien-Nassau und den Generalstaaten um die politische Macht war ein weiterer Faktor, der zur Schwächung der Republik beitrug. Außenpolitisch gerieten die Niederlande, deren Wohlstand auf globalem Seehandel beruhte, immer wieder in kriegerische Konflikte. Deren für die Republik zuletzt immer öfter wenig erfolgreiche Verlauf wurde der Politik Johan de Witt zugeschrieben, so dass Rufe nach der Einsetzung eines Statthalters in Person von Wilhelm III. von Oranien-Nassau laut wurden. Mit dem Rücktritt Johan de Witts und der Ernennung Wilhelm III. von Oranien-Nassau durch Staaten von Holland zum Statthalter ging eine allgemeine Einschränkung der republikanischen und bürgerlichen Freiheiten einher.

## Inhalt
Die Schrift stellt eine Kritik an der religiösen Intoleranz und ein Plädoyer für eine säkularisierte Gesellschaftsordnung dar. Inhaltlich behandelt Spinoza zwei große Themenkomplexe: Die Kapitel 1 bis 15 beschäftigen sich mit Religions- und Bibelkritik, in den Kapiteln 16 bis 20 stellt Spinoza seine politische Philosophie dar.

### Kapitel 1 bis 15
Spinoza, selbst jüdischer Herkunft, unterzieht nicht nur das Christentum, sondern mit dem Judentum und dem Islam auch die anderen Offenbarungsreligionen einer systematischen Kritik und erklärt, dass nicht blinder Glaube, sondern kritische Vernunft der Maßstab menschlichen Handelns und Denkens sein müsse. Folgerichtig verweist er Prophezeiungen, Wunder und übernatürliche Phänomene in das Reich der Legende, da sie nicht real seien. Gott selbst handle nicht nach einem teleologischen Prinzip – dieses sei lediglich eine menschliche Annahme, die aus Furcht entstanden sei –, sondern nach Regeln, die seinem eigenen Wesen gemäß wären und damit Naturgesetzen gleichkämen.
Für Spinoza sind Religionen letztlich nichts anderes als institutionalisierte Interpretationen theologisch bedeutsamer Schriften und Ereignisse durch partikuläre Vertreter ebendieser Religionen. So sind für ihn die fünf Bücher Mose nicht das Werk der alttestamentlichen Figur Moses selbst, wie man bis dahin annahm. Mittels einer textkritischen Analyse kommt Spinoza vielmehr zu dem Schluss, dass diese Bücher über einen langen Zeitraum hinweg von der jüdischen Priesterschaft zusammengestellt wurden.
Er kritisiert ferner den Glauben, dass die Juden das auserwählte Volk Gottes seien. Er ist dagegen der Ansicht, dass vor Gott alle Völker gleich seien und Gott kein Volk vor einem anderen ausgezeichnet habe. Die Vorstellung der Auserwähltheit sei lediglich ein Konstrukt des Judentums, das diesem geholfen habe, angesichts massiver Verfolgung durch zahlenmäßig weit überlegene Völker die eigene Identität und den eigenen Fortbestand durch Abkapselung zu bewahren. In diesem Zusammenhang erwähnt Spinoza unter anderem die Beschneidung als eines der entscheidenden Merkmale dieser jüdischen Identität. Die Tora hingegen sei ein Dokument, das die staatlichen und religiösen Verhältnisse des frühen Israel widerspiegele; damit könne es aber für die Neuzeit nicht mehr zeitgemäß sein.

### Kapitel 16 bis 20
Im politischen Teil des Tractatus tritt Spinoza letztendlich für die Unabhängigkeit des Staates von der Religion und die Denkfreiheit der Bürger gegenüber dem Staat ein. Zwar sei die Demokratie die Staatsform mit der größten Freiheit, doch hält er die Volksmenge nicht für urteilsfähig, sodass die Aristokratie die angemessene Staatsform sein muss.
Dazu entwickelte Spinoza seine politische Philosophie vom Naturzustand, über die Bildung von Staaten und die Trennung von Staat und Religion hin zu der Begründung, warum der Einzelne gewisse natürliche Freiheiten auch im Staatszustand nicht aufgeben kann und warum es für den Staat sogar gut ist, wenn der Einzelne seine vom Staat eventuell abweichende Meinung auch öffentlich vertritt.
Im Gegensatz zu vielen seiner Zeitgenossen, wie z. B. Thomas Hobbes, liefert der Naturzustand für Spinoza keinen Gerechtigkeitsmaßstab und auch keine normativen Kriterien. Das natürliche Recht eines Jeden erstreckt sich auf alles das, was durchzuführen in seiner Macht steht. Damit werden natürliches Recht und Macht gleichgesetzt. Durch diese Gleichsetzung gibt es im Naturzustand kein „gerecht“ oder „ungerecht“, es gibt lediglich Handlungen und Dinge, zu denen man die Macht hat.

## Ausgabe
- Baruch de Spinoza: Theologisch-politischer Traktat, Hamburg: Meiner, 2. verbesserte Auflage 2018